# Welcome to Me
Welcome to Me è un film del 2014 diretto da Shira Piven, con protagonista Kristen Wiig.

## Trama
Alice Klieg soffre di disturbo borderline di personalità, che gestisce con farmaci e cure terapeutiche. Ha alle spalle un matrimonio fallito e le sue relazioni sociali minime, trascorre le sue giornate nella sicurezza delle routine quotidiane, che includono la gestione del suo guardaroba e della dieta di proteine, ma soprattutto passa le giornate a memorizzare ogni episodio del talk show di Oprah Winfrey. 
Quando vince 86 milioni di dollari alla lotteria, decide di investire il suo denaro in un suo talk show su un canale televisivo locale. Seppur maldestramente, diventa una star del talk show in cui dispensa consigli medici e culinari. L'improvvisa fama si riflette sul suo bisogno di essere ascoltata e di sfuggire alle ferite del passato.

## Distribuzione
Il film è stato presentato in anteprima al Toronto International Film Festival il 5 settembre 2014. Verrà distribuito limitatamente nelle sale cinematografiche statunitensi il 1º maggio 2015.

## Riconoscimenti
- 2015 - Gotham Awards[2]
  - Candidatura per la Miglior attrice a Kristen Wiig